# Coniophanes imperialis
Coniophanes imperialis là một loài rắn trong họ Rắn nước. Loài này được Baird mô tả khoa học đầu tiên năm 1859.